# Mirrorgames
Mirrorgames è un album degli Höstsonaten pubblicato nel 1998.

## Tracce
1. The Dream – 24:21
2. Mirrorcloud – 8:46
3. Season of Eve – 8:32
4. The Rime of the Ancient Mariner, Part II – 8:51
5. There's a certain Slant ogf Light – 2:21
6. Ellipsis – 17:25